# Ибрагимов, Темирбек
Темирбек Ибрагимов (каз. Темірбек Ибрагимов; 8 октября 1922 года — 15 октября 1943 года) — участник Великой Отечественной войны, сержант, Герой Советского Союза.

## Ранние годы
Родился 8 октября 1922 года в селе Шаульдер, Туркестанской АССР, в семье крестьянина. Казах. После окончания неполной средней школы (7 классов), работал в колхозе.
В Красной Армии с декабря 1941 года.

## В годы Великой Отечественной войны
На фронте с февраля 1942 года.
Разведчик 20-й отдельной разведывательной роты (69-я стрелковая дивизия, 65-я армия, Центральный фронт) сержант Темирбек Ибрагимов отличился 15 октября 1943 года при форсировании реки Днепр в районе села Радуль Репкинского района Черниговской области Украинской ССР.
Под ураганным огнём противника группа разведчиков во главе с Ибрагимовым переправилась через реку. В ходе завязавшегося боя красноармейцам удалось закрепиться на берегу и занять первую линию траншей, тем самым создав плацдарм для высадки десантного отряда дивизии.
В дальнейшем разведчики отбили три попытки противника вернуть утраченные позиции. Сам Темирбек Ибрагимов, находясь в первой шеренге атакующих, лично уничтожил расчёт вражеского пулемёта, свыше десятка гитлеровцев. В одной из контратак сержант Ибрагимов был смертельно ранен.
Указом Президиума Верховного Совета СССР от 30 октября 1943 года за образцовое выполнение боевых заданий командования на фронте борьбы с немецко-фашистскими захватчиками и проявленные при этом мужество и героизм сержанту Ибрагимову Темирбеку посмертно присвоено звание Героя Советского Союза.
Похоронен в братской могиле в селе Лепляво Каневского района Черкасской области Украины.

## Память
Имя Ибрагимова носит улица в селе Шаульдер и школа в совхозе «Арысский», Казахстан. В совхозе и на здании школы установлены мемориальные доски.

## Награды
- Медаль «Золотая Звезда»;
- орден Ленина;
- медаль «За отвагу».